# Благоевич, Род
Милорад «Род» Р. Благоевич (англ. Milorad «Rod» R. Blagojevich, серб. Милорад «Род» Р. Благојевић; род. 10 декабря 1956, Чикаго, Иллинойс) — американский политик-демократ из штата Иллинойс. В 2003—2009 годах — губернатор Иллинойса, позже отстранён от должности по обвинению во взяточничестве.
Раньше представлял часть Чикаго в Палате представителей США, был вторым в США губернатором сербского происхождения после Джорджа Войновича из штата Огайо.
Благоевич был первым демократом, избранным в губернаторы штата Иллинойса после тридцати лет республиканцев. Каждый год ему было трудно проводить законы и проекты бюджета, которые часто встречали оппозицию даже от членов демократической партии. Он был объектом многократных федеральных расследований и получал исторически низкие оценки одобрения в пределах Иллинойса. Расмассен назвал его «наименее популярным губернатором Америки».
9 декабря 2008 года Благоевич был арестован агентами ФБР и обвинён в заговоре, чтобы совершить мошенничество с использованием почты и мошенничество с использованием электронных средств коммуникации, так же, как в вымогательстве взяток. В жалобе Министерства юстиции утверждается, что губернатор сговорился совершить несколько интриг, называемых «pay to play», включая попытку продать лицу, предлагающему самую высокую цену, освобождённое избранным президентом Бараком Обамой место в Сенате.
В результате ареста и выдвинутых обвинений Благоевич был вынужден назначить в Сенат на место Обамы своего бывшего оппонента Рональда Бэрриса, а вскоре лишился и губернаторской должности. Палата представителей Иллинойса постановила объявить ему импичмент 114 голосами против 1, после чего Сенат штата Иллинойс единогласно вынес Благоевичу обвинительный приговор 59 голосами против 0 и отрешил его от должности 29 января 2009 года. Сенат также единогласно постановил пожизненно лишить Благоевича права занимать государственные посты в штате Иллинойс. Благоевич стал вторым в истории штата Иллинойс должностным лицом и первым губернатором, подвергшимся процедуре импичмента. В истории губернаторов США это восьмой случай.
Преемником Благоевича стал заместитель губернатора Пат Куинн, принёсший присягу в день его отрешения от должности.
7 декабря 2011 года приговорён к 14-летнему тюремному сроку. Многие юристы считают такое наказание непропорционально суровым. Особенно с учётом того, что Род Благоевич ближе к концу судебного процесса признал свою вину и раскаялся в содеянном.
Отбывал наказание в федеральной колонии Энгливуд в штате Колорадо.
18 февраля 2020 года президент США Дональд Трамп подписал указ о помиловании Благоевича, тем самым досрочно завершив срок тюремного заключения Благоевича, но не отменив его приговор. 10 февраля 2025 года Трамп подписал указ о помиловании, тем самым досрочно завершив срок тюремного заключения Благоевича.